# Marija Antonovna Czetwertyński-Światopełk
Marija Antonovna Światopełk-Czetwertynski (in russo: Мария Антоновна Святополк-Четвертинская; Varsavia, 2 febbraio 1779 – Starnberg, 6 settembre 1854) è stata una nobildonna polacca, amante di Alessandro I.

## Biografia
Era la figlia di Antonij Stanisław Czetwertyński-Światopełk, e della sua prima moglie, Thekla Campenhausen. Sua madre morì quando lei aveva 5 anni.
Dotata di grande bellezza, all'età di quindici anni divenne damigella d'onore.

## Matrimonio
Nel 1795 sposò Dmitrij L'vovič Naryškin, uno dei nobili più ricchi dell'impero. Ebbero sei figli, tre dei quali morirono in tenera età. Tutti i bambini erano ufficialmente di Dmitrij anche se è di opinione diffusa che il padre dei cinque bambini più piccoli fosse l'imperatore Alessandro I:
- Marija Dmitievna (1798-11 agosto 1871), sposò il conte Nikolaj Dmitrievič Guriev, ebbero tre figli;
- Elizaveta Dmitievna (1803);
- Elizaveta Dmitievna (28 agosto 1804);
- Sof'ja Dmitievna (1808-18 giugno 1824);
- Zinaida Dmitievna (18 luglio 1810);
- Emmanuel Dmitrievič (30 luglio 1813-31 dicembre 1901).

La sua relazione con l'imperatore provocò una sorta di seconda famiglia, anche se era ufficialmente sposato con Luisa di Baden da 15 anni.
Dopo la fine della relazione con Alessandro I, Marija non perse il suo favore, ma nel 1813 lasciò la Russia e visse per lo più in Europa. Nel 1811, Marija si recò dalla figlia Sof'ja per trascorrere l'estate a Odessa, e nell'autunno dello stesso anno visitò la Crimea. In seguito, su consiglio dei medici, hanno vissuto in Svizzera e in Germania, ma visitò anche Parigi e a Londra.

## Morte
Nel corso di una sua breve visita a San Pietroburgo, nel 1818, organizzò il matrimonio tra la figlia Marija con il conte Nikolaj Dmitrievič Guriev. Nel 1824, morì a San Pietroburgo, la figlia Sof'ja. Questa morte è stata un duro colpo per l'imperatore, messo in ombra nel suo ultimo anno di vita.
Nel 1835 si stabilì con il marito a Odessa. Da allora in poi, nella sua vita entrò Pavel Brozin. Secondo alcuni rapporti, rimasta vedova nel 1838, Marija si sposò con questo generale.
Gli ultimi anni della sua vita li trascorse con Brozin all'estero. Morì il 6 settembre 1854 sul lago Starenberg e fu sepolto a Monaco di Baviera.